# Herminiocala mimica
Herminiocala mimica är en fjärilsart som beskrevs av Köhler 1979. Herminiocala mimica ingår i släktet Herminiocala och familjen nattflyn. Inga underarter finns listade i Catalogue of Life.